# FK Obolon Kiev
Maillots
Actualités
Le Futbolnyy Klub Obolon Kiev (en ukrainien : Футбольний Клуб Оболонь Київ), plus couramment abrégé en Obolon Kiev, est un club ukrainien de football fondé en 1992, et basé à Kiev (dans le quartier de la brasserie d'Obolon), la capitale du pays.

## Histoire
Le club de football a été créé sous le nom de "Zmina" ("la génération Suivante"). L'équipe a changé son nom en Zmina-Obolon en 1993, Obolon en 1995 et Obolon PPO en 1997. Il a adopté son nom actuel le 23 avril 2001. En 1995 il a reçu le statut professionnel et est entré en Deuxième Ligue ukrainienne pour la saison 1995-96.
Depuis 1999 les brasseries Obolon sont le principal sponsor de l'équipe.
Après la fin de 3e saison en deuxième division ukrainienne (2001-02), Obolon a été promue en Première Ligue ukrainienne quand cette compétition s'est étendue à 16 équipes pour la saison 2002-2003. Obolon a été relégué de Première Ligue ukrainienne en finissant 15e (sur 16) en 2004-05.
À la fin de la saison 2008-09, Obolon a fini second en 2e division ukrainienne et a été promu en Première Ligue ukrainienne pour la saison 2009-10.
Après trois saisons au premier échelon, le club est finalement relégué à l'issue de l'exercice 2011-2012. Durant les derniers mois de l'année 2012, un conflit important touche le club en raison de la vente du Kostyantyn Makhnovskyi  sans le consentement du sponsor principal l'Obolon ZAT, qui décide alors de mettre un terme à son financement. Financièrement en difficulté de ce fait, l'Obolon n'a alors d'autre choix que de se retirer du championnat de deuxième division au mois de février 2013.
Dans le contexte d'incertitude entourant l'Obolon, son président Oleksandr Slobodian annonce dès le mois de décembre 2012 la création d'un nouveau club nommé Obolon-Brovar (littéralement Brasserie Obolon). Cette nouvelle entité passe sous le contrôle complet de l'entreprise Obolon ZAT, contrairement à son prédécesseur qui était une entité publique sponsorisée par celle-ci, et est formellement fondée au mois de mars 2013.
Au mois d'août 2020, le club reprend le nom Obolon.

## Bilan sportif

### Palmarès
| Compétitions nationales                                                                                                  |
| --- |
| - Championnat d'Ukraine D2 : - Vice-champion : 2009 et 2023. - Championnat d'Ukraine D3 (2) : - Champion : 1999 et 2001. |

### Classements en championnat
La frise ci-dessous résume les classements successifs du club en championnat d'Ukraine.

## Historique du logo

Ancien logo.
2013 à 2020
Depuis 2020.

## Personnalités du club

### Présidents du club
- Oleksandr Slobodian

### Entraîneurs du club
| - Stanislav Honcharenko (1995) - Pavlo Neverov (1995 - 1997) - Vadym Lazorenko (1997 - 1999) - Oleh Fedortchouk (1999 - 2000) - Volodymyr Mountyan (2000 - 2001) - Petro Slobodian (2002 - 2004) - Oleksandr Ryabokon (2005) - Bohdan Blavatskyi (2005 - 2006) | - Petro Slobodian (2006 - 2008) - Ihor Artymovytch (2008 - 2008) - Youriy Maksymov (2008 - 2009) - Serhiy Kovalets (2010 - 2011) - Vasyl Rats (2011) - Serhiy Konyouchenko (2011 - 2013) - Sergueï Soldatov (2013 - 2016) - Oleh Mazurenko (2016 - 2017) | - Valeriy Ivachtchenko (2017 - 2018) - Volodymyr Pyatenko (2018) - Serhiy Kovalets (2018 - 2020) - Oleh Mazourenko (2020) - Valeriy Ivachtchenko (2020) - Pavlo Yakovenko (2020 - 2021) - Valeriy Ivachtchenko (2021 - ) |